# Grischa Niermann
Grischa Niermann (født 3. november 1975) er en tysk tidligere professionel cykelrytter og nuværende sportsdirektør. Som aktiv rytter kørte han for det professionelle cykelhold Rabobank. Han har deltaget i de tre grand tours.
Efter han stoppede sin aktive karriere blev han i 2013 sportsdirektør og træner for Rabobank Development Team, og i 2017 tiltrådte han i en tilsvarende stilling hos Team LottoNL-Jumbo, det nuværende Team Visma-Lease a Bike.